# Жан Лик Зефир
Жан Лик Зефир (фр. Jean-Luc Zephir; Кастриз, 23. март 1993) сентлушански је пливач чија ужа специјалност су спринтерске трке слободним стилом. Троструки је национални рекордер у тркама на 50, 100 и 200 метара слободним стилом у малим базенима.

## Спортска каријера
Зефир је дебитовао на међународној пливачкој сцени током јула 2016. учествујући на првенству карипских земаља у Насауу. У децембру исте године наступио је на Светском првенству у малим базенима у Виндзору.
На светским првенствима у великим базенима је дебитовао у Будимпешти 2017 где је учествовао у квалификационим тркама на 50 слободно (71) и 100 слободно (65. место). Наредну годину је започео учешћем на Играма комонвелта у Гоулд Коусту, наставио у Баранкиљи на Играма Централне Америке и Кариба, а завршио у Хангџоуу на Светском првенству у малим базенима.
Други узастопни наступ на светским првенствима у великим базенима је имао у корејском Квангџуу 2019. где је заузео 64. место у квалификацијама трке на 50 слободно, односно 67. место на 100 слободно. Две недеље након светског првенства такмичио се и на Панамеричким играма у Лими где му је најбољи резултат било 7. место у Б финалу трке на 100 слободно (укупно 15. позиција). 